# Dudás Róbert Gyula
Dudás Róbert Gyula (Szeged, 1978. december 31. – ) római katolikus katekéta-lelkipásztori munkatárs, egyháztörténet-kutató. Fő kutatási területe a 20. századi magyar katolikus egyház észak-amerikai emigrációjának és lelkipásztori missziójának kutatása, valamint Mindszenty József emigráns éveinek vizsgálata.

## Élete
Általános iskolai éveit a Makkosházi (korábbi nevén Ortutay Gyula), majd a Móra Ferenc Általános Iskolában végezte el. Rövid ideig tanult a Dugonics András Piarista Gimnáziumban, majd Budapesten a Jerikó Keresztény Humán Gimnáziumban érettségizett 1998-ban. Felsőfokú tanulmányokat végzett a Szegedi Hittudományi Főiskolán (ma Gál Ferenc Egyetem), később a Pécsi Püspöki Hittudományi Főiskolán. Katekéta-lelkipásztori munkatárs végzettséget szerzett 2020-ban az Apor Vilmos Katolikus Főiskolán.
2023-ban rektori dicsérettel szerzett történelem szakos BA diplomát a Kodolányi János Egyetemen. 2023-tól a Pázmány Péter Katolikus Egyetem történelem szakának mesterképzésének hallgatója. 
2014-től felesége ösztöndíja révén 13 hónapot Philadelphiában, az USA-ban élt és kutatott.
Az Apor Vilmos Katolikus Főiskola rektora 2020-ban, tudományos tevékenysége elismeréseként tudományos tanácsadói címmel tüntette ki.
A Kárpát-medencei Kossuth Lajos Szónokverseny többszörösen díjazott versenyzője volt, 2008-től a zsűri titkára, 2016-2022 között a zsűri állandó tagja volt.
Kutatási tevékenysége mellett katolikus közösségvezetői, jogi asszisztens és pénzügyi ügyintéző végzettséget is szerzett.

## Tudományos munkája
Elsődleges kutatási területe az Észak-Amerikában (Amerikai Egyesült Államok és Kanada) letelepedett római és görög katolikus papok életének vizsgálata, valamint Mindszenty József hercegprímás, esztergom-budapesti érsek 1971-1975 közötti emigráns éveinek vizsgálata.
2020-ban jelent meg Magyar katolikus papok Észak-Amerikában című kötete, amelyben 999 lelkipásztor életrajzi adatait gyűjtötte össze.
Ezen kívül számos egyháztörténeti folyóiratban publikál. Szoros munkakapcsolatot ápol Udvarvölgyi Zsolt történész, szociológus, főiskolai tanárral, Somorjai Ádám bencés szerzetessel, Mindszenty-kutatóval, valamint Zombori István történésszel.

## Kötetei, publikációi

### Önálló kötet
- Dudás Róbert Gyula: Magyar katolikus papok Észak-Amerikában: az Amerikai Egyesült Államokban és Kanadában szolgálatot ellátott római és görög katolikus magyar, magyar származású, valamint magyarul beszélő lelkipásztorok történeti névtára 1825-2019 között, Budapest : METEM : Historia Ecclesiastica Hungarica Alapítvány, 2020.

### Könyvfejezetek
- Rotta nuncius jelentései a harmincas években, in: Csíky Balázs (szerk), Somorjai Ádám OSB (s.a.r.): Dai rapporti politici del nunzio apostolico in Ungheria Angelo Rotta – Parte I.: 1930–1939 : Angelo Rotta magyarországi nuncius politikai jelentéseiből I. rész: 1930–1939, Magyar Egyháztörténeti Enciklopédia Munkaközösség, 2022., 11-43.

### Társszerzős kötet
- Vas László – Kerkayné Maczky Emese – Dudás Róbert Gyula: A Passaic-i Szent István Római Katolikus Magyar Templom története, Passaic, 2015.

### Társszerzős publikációi
- Mindszenty József látogatása Passaicban (Pölcz Ádámmal)  Magyar Sion 2019/2.[6]
- Az önálló Magyarország második nunciusa: Cesare Orsenigo (Udvarvölgyi Zsolttal) in: Rapporti politici del secondo nunzio apostolico in Ungheria Cesare Orsenigo, 1925-1930, szerk.: Somorjai Ádám, METEM, 2021.

### Jelentősebb önálló publikációi
- Az amerikai magyar római és görög katolikus lelkipásztorok részvétele az amerikai közéletben – Vallástudományi Szemle 2020/1.
- Az ismeretlen ismerős – Mindszenty és John Sabo kapcsolata 1957 – 1971 között: Somorjai Ádám OSB: Mons. John Sabo és Mindszenty bíboros, Magyar Egyháztörténeti Enciklopédia Munkaközösség, Budapest, 2020., 342. old. – recenzió – Újkor.hu
- Horthy – Felelős vagy felelőtlen? – recenzió – Újkor.hu
- Ál/arcok – Ki(k) is volt Nagy Töhötöm? – recenzió – Belvedere Meridionale – 2020/2
- Útlevél, a gyönyörű – recenzió – Újkor.hu
- Az amerikai magyarok 1929-es nemzetgyűlése a New York állambeli Buffaloban, különös tekintettel az egyházak szerepvállalásra – Egyháztörténeti Szemle 2020/2 Archiválva 2021. május 11-i dátummal a Wayback Machine-ben
- A koronázási jelképek 1978-as visszaadásának kérdései az amerikai magyar sajtóban – Egyháztörténeti Szemle – 2019/1 Archiválva 2021. május 12-i dátummal a Wayback Machine-ben
- Mindszenty bíboros személyének, helyzetének megjelenése a Magyar Katolikus Püspöki Konferencia jegyzőkönyveiben és annak interpretálása a magyar, valamint az emigráns sajtóban 1945-1975 között – Magyar Egyháztörténeti Vázlatok 2019/1-4.
- Menedékben: Deák András Miklós, Somorjai Ádám OSB, Zinner Tibor: Menedékben – Amerikai diplomaták Mindszenty bíborosról 1957-1970. – recenzió – Magyar Napló – 2019/10 Archiválva 2021. május 10-i dátummal a Wayback Machine-ben
- Magyar katolikus papok Észak-Amerikában – Magyar Egyháztörténeti Vázlatok  2018/3-4
- Mindszenty József 1974-es felmentésére adott reakciók az amerikai magyar diaszpórából – Magyar Egyháztörténeti Vázlatok 2018/1-2
- A vízözön-mítosz megjelenése a különböző ókori kultúrákban – Újkor.hu
- A katolikus egyházi birtokok változásai a 20. század első felében – Polymatheia 2021/1-2.

További publikációi elérhetőek a szerző honlapján.

## Scientometriás adatok
- Közlemények száma: 51 [7]
- Idézettség: 19 (független: 15)[7]
- Előadás: kb. 20 [8][9][10]

## Elnyert díjak
- 2019: Országos Tudományos Diákköri Konferencia Humán Tagozat – Amerikai kultúra és történelem – 2. hely[11]
- 2019: Apor Vilmos Katolikus Főiskola Rektori dicséret[12]
- 2020: NKA Ismeretterjesztés és Környezetkultúra Kollégiuma alkotói támogatás[13]
- 2021: Országos Tudományos Diákköri Konferencia Humán Tudományi Szekció – 1945 utáni magyar történelem és történelmi emlékezet – országos döntős résztvevő [14]
- 2021: NKA Ismeretterjesztés és Környezetkultúra Kollégiuma alkotói támogatás

## Magánélete
2011. augusztus 27-én kötött házasságot Gál Anikó biológus-kutatóval. Két gyermekük van, Dudás Dávid Gyula, aki 2018. február 14-én, valamint Dudás Krisztina Sára, aki 2022. június 24-én született. 2000–2005 között Pécsett, 2005–2011 között Százhalombattán élt, valamint 2011–2022 között Pécelen lakott. 2022-től Budapesten él. 2014–2015 között 13 hónapon keresztül Philadelphiában az Amerikai Egyesült Államokban tartózkodott.